# هبة أبو سريع
هبة أبو سريع وهي ممثلة مصرية ولدت في يوم 20 ديسمبر 1988 في منطقة الهرم في محافظة الجيزة، مثلت في الشك.

## الأعمال
- الشك 2013
- جذور 2013
- حظك نار 2015
- ليلة 2016
- وجع البنات 2016

## وصلات خارجية
- هبة أبو سريع على قاعدة بيانات الأفلام العربية